# Musikjahr 1709
Liste der Musikjahre

◄◄ | ◄ | 1705 | 1706 | 1707 | 1708 | Musikjahr 1709 | 1710 | 1711 | 1712 | 1713 | ► | ►►

Weitere Ereignisse
Dieser Artikel behandelt das Musikjahr 1709.

## Ereignisse

### Johann Sebastian Bach
- Johann Sebastian Bach ist in Weimar als Hoforganist und Kammermusiker am Hof von Herzog Wilhelm Ernst tätig.
- 00. März: Bach lernt den Dresdner Musikdirektor Johann Georg Pisendel kennen, der auf seinem Weg von Ansbach nach Leipzig in Weimar Station macht. Beide verbringen in Weimar einige Zeit miteinander und tauschen seitdem gegenseitig Kompositionen aus.

### Georg Friedrich Händel
- Georg Friedrich Händel macht auf seiner Studienreise durch Italien Station in Venedig, dann in Florenz und anschließend wieder in Venedig.
- 26. Dezember: Die Oper Agrippina von Georg Friedrich Händel auf das Libretto von Vincenzo Grimani, dem Kardinal und Vizekönig von Neapel, hat Uraufführung am Teatro San Giovanni Grisostomo in Venedig. Händel erringt damit seinen bis dahin größten Erfolg als Opernkomponist. Die Oper gilt allgemein als der eigentliche Durchbruch in Händels Opernstil. Die Ouvertüre zu Agrippina, mit dem erregt tremolierenden Fugenthema über ein kleines Hexachord, zählt zu Händels herausragendsten Opern-Ouvertüren.
- Als Reaktion auf die sensationelle Premiere der Agrippina in Venedig erhält Händel eine Einladung an den Hof des Kurfürsten Georg Ludwig von Hannover. Gleichzeitig spricht Charles Montagu, Earl of Manchester eine Einladung an den englischen Hof aus. Händel, auch noch mit einem Empfehlungsschreiben für Prinz Karl von Neuburg in Innsbruck ausgestattet, wird zunächst nach Innsbruck reisen.

### Alessandro Scarlatti
- Nach dem Ende der spanischen Herrschaft in Neapel ist Alessandro Scarlatti dort wieder als Kapellmeister der Cappella Reale tätig. Der österreichische Vizekönig, Kardinal Vincenzo Grimani (1655–1710), hat ihn im Dezember des Vorjahres hierzu ernannt.
- 00. Januar: Scarlattis neue Opern Teodosio und L’Amor volubile e tiranno werden in Neapel uraufgeführt.

### Domenico Scarlatti
- Domenico Scarlatti lebt zwischen 1705 und 1709 in Venedig. Genaueres über diesen Aufenthalt ist nicht bekannt, aber er könnte während dieser Zeit mit Francesco Gasparini und Antonio Vivaldi Kontakt gehabt haben.
- Im Laufe des Jahres tritt er in Rom eine Anstellung bei der im Exil lebenden polnischen Königin Maria Casimira Sobieska an, für deren Privatbühne er im Laufe der folgenden Jahre sechs Opern, sowie mindestens eine Kantate und ein Oratorium schreibt.

### Georg Philipp Telemann
- 00. Oktober: Georg Philipp Telemann heiratet Amalie Luise Juliane Eberlin, eine Hofdame der Gräfin von Promnitz und Tochter des Komponisten Daniel Eberlin.
- Kurz zuvor ernennt ihn Herzog Johann Wilhelm von Sachsen-Eisenach zum Sekretär – eine zur damaligen Zeit hohe Auszeichnung.

### Weitere Ereignisse
- Giuseppe Matteo Alberti wird Violinist in der „cappella musicale“ an der Basilika San Petronio in Bologna.
- Im Januar stirbt der Vater von Tomaso Albinoni. Zu diesem Zeitpunkt hat sich Albinoni bereits entschlossen, den erlernten Beruf als Spielkartenhersteller nicht weiter auszuüben und sich ganz der Musik zu widmen. Das väterliche Unternehmen geht daher auf seine beiden jüngeren Brüder Domenico (1675–1726) und Giovanni (1679–1718) über. Seit dieser Zeit bezeichnet er sich auf den Titelblättern seiner gedruckten Werke als Musico di violino.
- Emanuele d’Astorga begibt sich gemeinsam mit Domenico Lalli nach Genua. Da er an Geldknappheit leidet, gedenkt er dort durch eine Opernaufführung sein Vermögen aufzubessern und komponiert zu diesem Zweck die Oper Dafni. In der Folgezeit hält sich Astorga mit Lalli in Mantua und Venedig auf. Ende des Jahres geht Astorga nach Spanien, da ihn der Thronfolger Karl (später Kaiser des Heiligen Römischen Reiches Karl VI.), der sich von der Oper Dafni beeindruckt zeigt, ihn dazu eingeladen hat.
- Johann Adam Birckenstock erhält eine Anstellung in der Kasseler Hofkapelle.
- Arcangelo Corelli zieht sich aus gesundheitlichen Gründen zunehmend aus der Öffentlichkeit zurück und widmet sich der Komposition und Überarbeitung seiner 12 Concerti grossi op. 6.
- Der Landgraf Ernst Ludwig von Hessen-Darmstadt hört die Werke von Christoph Graupner und bietet ihm einen Posten an seinem Hof an. Bereits 1711 wird er dort Hofkapellmeister werden.
- Johann Mattheson heiratet Catharina Jennings, eine englische Pastorentochter. Die Ehe wird kinderlos bleiben.
- Jean-Philippe Rameau, der von 1706 bis 1709 Titularorganist mehrerer Pariser Kirchen war, übernimmt die Stelle seines Vaters als Organist der Kirche Notre-Dame de Dijon.

### Gründungen
- Für den katholischen Hofgottesdienst werden in Böhmen Sängerknaben angeworben, die zum Ursprung der katholischen Kapellknaben werden. Damit bilden sich die Dresdner Kapellknaben als eigenständige Institution heraus.

### Uraufführungen

#### Bühnenwerke

##### Oper

Agostino Steffani – Tassilone – Titelseite des Librettos

- 17. Januar: In Düsseldorf findet die Uraufführung der Oper Tassilone von Agostino Steffani statt. Das Libretto stammt von Stefano Benedetto Pallavicini.
- Von Agostino Steffani wird außerdem die Oper Il Turno auf das Libretto von Ortensio Mauro uraufgeführt.
- 26. Juli: Die Uraufführung des musikalischen Schauspiels in fünf Akten mit Prolog und Epilog Desiderius, König der Langobarden von Reinhard Keiser auf das Libretto von Barthold Feind findet am Theater am Gänsemarkt in Hamburg statt.
- Von Reinhard Keiser werden im Laufe des Jahres noch drei weitere Opern uraufgeführt:
  - das Singspiel in drei Akten La forza dell’amore oder Die von Paris entführte Helena nach Helena rapita da Paride von Aurelio Aureli
  - das Singspiel in drei Akten Die blutdürstige Rache oder Heliates und Olympia (Musik teilweise von Christoph Graupner)
  - die Oper Die biß in und nach dem Todt unerhörte Treue des Orpheus auf das Libretto von Friedrich Christian Bressand (wahrscheinlich Umarbeitung des Orpheus von 1702)
- November: Uraufführung der Oper Der Fall des großen Richters in Israel Simson, oder: Die abgekühlte Liebes-Rache der Debora von Christoph Graupner auf das Libretto von Barthold Feind in Hamburg (Musik verloren)
- Tomaso Albinoni – Engelberta
- Emanuele d’Astorga – Dafne (Uraufführung in Genua; nur Libretto und 1. Akt erhalten)
- Carlo Agostino Badia – Gli amori di Circe con Ulisse (Dresden)
- Georg Friedrich Händel – Agrippina
- Antonio Lotti
  - Il vincitor generoso, Dramma per musica in 3 Akten auf das Libretto von Francesco Briani (Venedig)
  - Ama più che men si crede, Pastorale in 3 Akten auf das Libretto von Francesco Silvani (Venedig)
- Giuseppe Maria Orlandini
  - L’odio e l’amore, Dramma per musica auf das Libretto von Matteo Noris und Cesare Buonazzoli; Uraufführung im Teatro Sant’Agostino in Genua
  - La fede tradita e vendicata, Dramma per musica auf das Libretto von Francesco Silvani; Uraufführung im Herbst 1709 im Teatro Sant’Agostino in Genua
- Alessandro Scarlatti
  - L’Amor volubile e tiranno auf das Libretto von G. D. Pioli (Neapel)
  - Teodosio

##### Oratorium
- Benedetto Marcello – La Giuditta (Venedig)
- Giuseppe Maria Orlandini – Il figliuol prodigo auf das Libretto von B. Pamphili (Siena)

### Instrumentalmusik

#### Orchester
- Giuseppe Torelli – 12 Concerti grossi, op. 8 (Nr. 1–6 für 2 Violinen, Nr. 7–12 für 1 Violine; con pastorale per il santissimo Natale)

#### Kammermusik
- Louis-Antoine Dornel
  - Livre des Symphonies en trio por les flûtes, violons, hautbois, avec une sonate en quatour (Paris)
  - Pastorale en musique à deux voix et un dessus
- Antonio Vivaldi – 12 Sonaten für Violine und Basso continuo, op. 2

#### Tastenmusik
- Johann Sebastian Bach – Präludium und Fuge a-moll (BWV 895)

### Vokalmusik

#### Geistlich
- Christoph Graupner
  - Kantate Liebster Gott vergiss mein nicht (GWV 1104/09)
  - Kantate Süsser Tod (GWV 1148/09)
  - Kantate Ach wo nun hin (GWV 1150/09)
  - Kantate Treibe doch aus meinem Herzen (GWV 1152/09)
  - Kantate Mich überfällt mein Kreuz (GWV 1153/09a)
  - Kantate Ach was soll ich Sünder machen (GWV 1153/09b)
  - Kantate Alle eure Dinge (GWV 1154/09a)
  - Kantate Meine Seufzer meine Klagen (GWV 1154/09b)
  - Kantate Wo willst du hin betrübte Seele (GWV 1155/09a)
  - Kantate Die Krankheit so mich drückt (GWV 1155/09b)
  - Kantate Wer nur den lieben Gott lässt walten (GWV 1156/09)
  - Kantate Der Mensch vom Weibe geboren (GWV 1157/09a)
  - Kantate Bestelle dein Haus (GWV 1157/09b)
  - Kantate Siehe selig ist der Mensch (GWV 1162/09)
  - Kantate Ach Gott will ins Gerichte gehen (GWV 1163/09)
  - Kantate Diese Zeit ist ein Spiel der Eitelkeit (GWV 1165/09)
  - Kantate Ende gut und alles gut (GWV 1167/09a)
  - Kantate Mein Herz erschrick nur nicht (GWV 1167/09b)
  - Kantate Hosianna sei willkommen (GWV 1174/09)

#### Lied
- Malbrough s’en va-t-en guerre (französisches Volkslied, dessen Melodie für das Lied For He’s a Jolly Good Fellow verwendet werden wird)

### Instrumentenbau
- In der Werkstatt von Antonio Stradivari in Cremona werden folgende Musikinstrumente gefertigt:
  - Violinen: Hämmerle, Ernst, Engleman, Greffuhle, Princess Aurora, Nachez, „King Maximilian; Unico“, Viotti ex Bruce und Viotti ex Marie Hall
  - Violoncelli: „Markevitch, Delphino“ und „Boccherini, Romberg“
- Arp Schnitger vollendet die Orgel der Nikolaikirche in Flensburg und beginnt den Bau der Orgel in der evangelisch-reformierten Kirche in Weener.

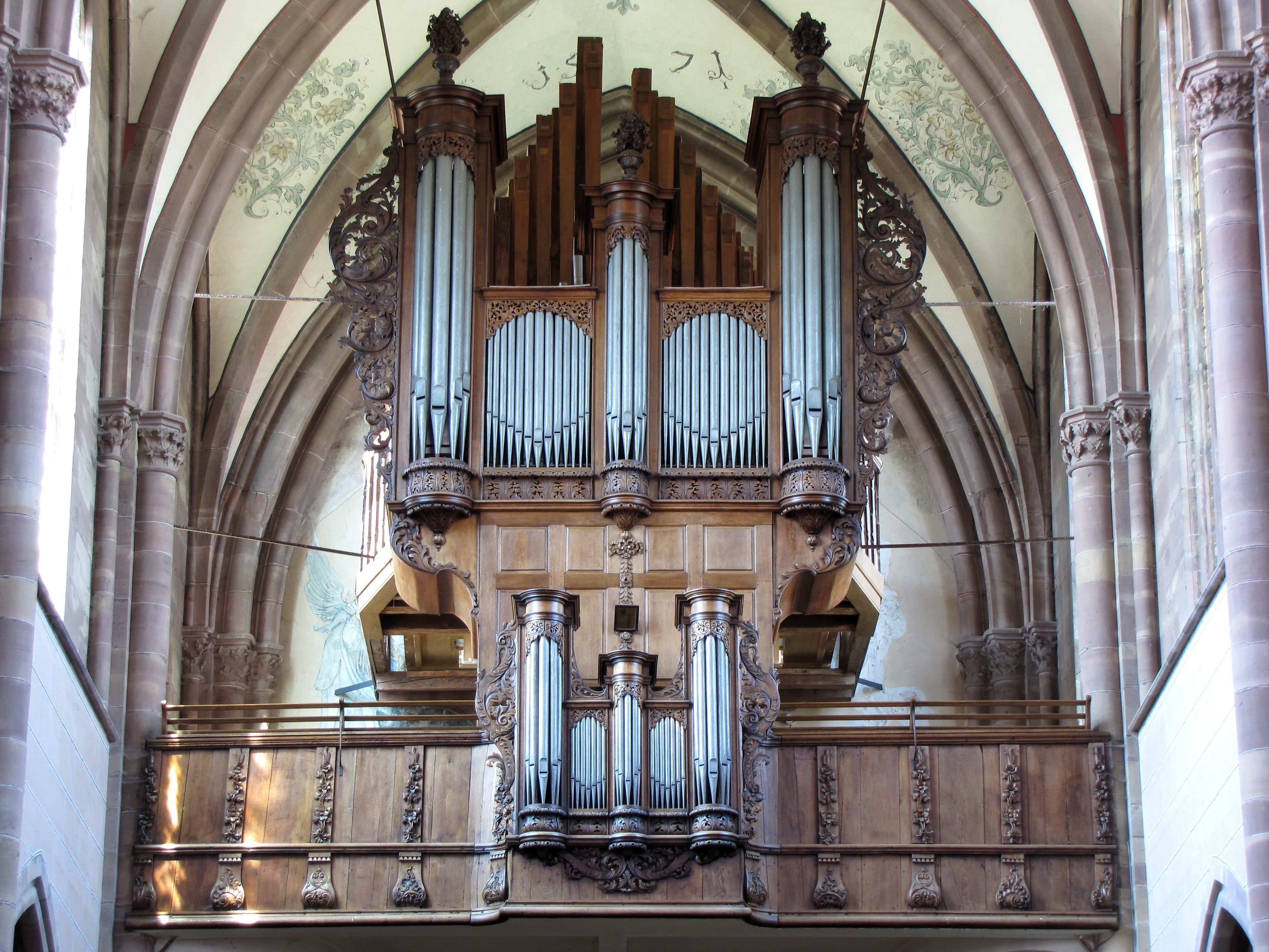
Orgel der Abteikirche Marmoutier in Marmoutier

- Andreas Silbermann baut die Orgel der Abteikirche Marmoutier in Marmoutier.

## Geboren

### Geburtsdatum gesichert
- 01. Januar: Johann Bätz, deutsch-niederländischer Orgelbauer († 1770)
- 22. Januar: Joseph Riepel, deutscher Musiktheoretiker, Violinist und Komponist († 1782)
- 24. Januar: François Lamathe Dom Bédos de Celles de Salelles, französischer Benediktiner, Orgelbauer und Verfasser von Fachliteratur († 1779)
- 11. Februar: Georg Donberger, österreichischer Augustiner-Chorherr, Kapitular und Klosterkomponist († 1768)
- 16. Februar (getauft): Charles Avison, englischer Komponist († 1770)
- 27. März: William Flackton, englischer Buchhändler, Verleger, Musiksammler und Komponist († 1798)
- 14. April: Charles Collé, französischer Dramatiker und Chansonnier († 1783)
- 25. Juni: Francesco Araja, italienischer Komponist und Kapellmeister († zwischen 1762 und 1770)
- 08. August: Heřman Antonín Jelínek, tschechischer Komponist und Violinvirtuose († 1779)
- 25. Oktober: Georg Gebel der Jüngere, deutscher Komponist († 1753)
- 28. Oktober: Christian Steetz, deutscher Jurist und Dichter († 1741)
- 22. November (getauft): Franz Benda, böhmischer Violinist, Komponist und Kapellmeister († 1786)

### Genaues Geburtsdatum unbekannt
- Christoph Schaffrath, deutscher Komponist, Cembalist und Musiktheoretiker († 1763)

### Geboren vor 1709
- Johann Georg Mitterreither, österreichischer Orgelbauer († 1747)

### Geboren um 1709
- 1691 oder 1709: Martin Berteau, französischer Cellist und Komponist († 1771)

## Gestorben

### Todesdatum gesichert

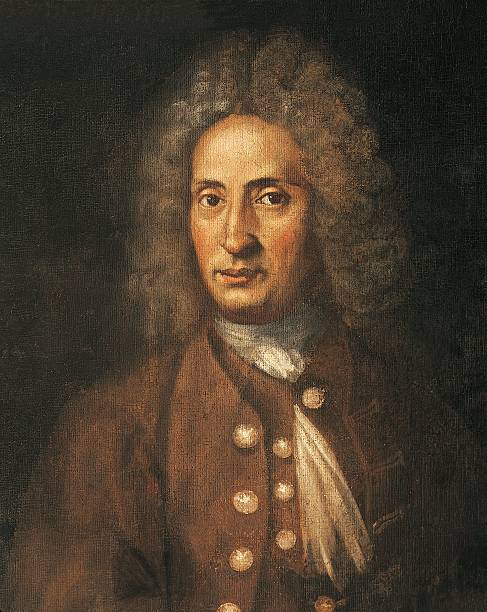
Giuseppe Torelli; † 8. Februar

- 08. Februar: Giuseppe Torelli, italienischer Violinist und Komponist (* 1658)
- 18. März: Abraham Starck, böhmischer Orgelbauer (* 1659)
- 03. Juni: Giovanni Battista Grancino, italienischer Geigenbauer (* 1637)
- 25. Juni: Diego José de Salazar, spanischer Kapellmeister und Komponist (* 1659)
- 02. Juli: Jakob Scheiffelhut, deutscher Musiker und Komponist (* 1647)
- 17. Juli: Pascal Collasse, französischer Komponist (* 1649)
- 09. September: Bella Perlhefter, Prager jüdische Schriftstellerin, professionelle Briefschreiberin und Musiklehrerin (* um 1650)
- 26. Dezember: Johann Philipp Bendeler, deutscher Organist und Orgeltheoretiker (* 1654)

### Genaues Todesdatum unbekannt
- Cristoforo Caresana, italienischer Komponist (* um 1640)
- Johann Balthasar Held, Orgelbauer
- Johannes Wendel Kirchner, deutscher Orgelbauer (* 1628)
- Rocco Laurenti, italienischer Organist und Komponist (* um 1649)
- Thomas Mace, englischer Musiker und Musikschriftsteller (* um 1613)
- Pierre Naust, französischer Instrumentenbauer (* um 1660)